# پیر بلمار
پیر بلمار (فرانسوی: Pierre Bellemare‎؛ زادهٔ ۲۱ اکتبر ۱۹۲۹-درگذشته ۲۶ مه ۲۰۱۸) مجری رادیو، نویسنده، مجری تلویزیون و بازیگر اهل کشور فرانسه است.
او در فیلم او.اس. اس ۱۱۷ بازی کرده‌است.